# Скрелінги
Скрелінги (старонорв., Ісл. «Skrælingi», мн. Ч. — «skrælingjar») — збірна назва, дане скандинавами народам Гренландії і Північної Америки. У «вінландських сагах» так називають індіанців аборигенів Нового світу — можливо, це могли бути індіанці-беотуки. Цим же словом іменували і аборигенів Гренландії.

## Етимологія
Етимологія слова незрозуміла. Існують різні гіпотези про його походження з давньонорвезької, данської або ісландської мов; різні фахівці перекладають його як «волоцюги», «виродки», «одягнені в шкури», «слабці» або «замірки». Сучасною ісландською мовою це слово позначає дикуна або варвара.

## Скрелінги Вінланда
«Сага про Еріка Рудого» та «Сага про гренландців» описують плавання вікінгів до земель на заході від Гренландії. Зокрема, згадуються землі Хеллуланд, Маркланд і Вінланд. Під Хеллуландом, ймовірно, мається на увазі Баффінова Земля, під Маркландом — Лабрадор. Про жителів Хеллуланда і Маркланда не сказано ані слова, за винятком явно вигаданої зустрічі з якоюсь «одноногою» істотою. Ньюфаундленд (Вінланд) виявився більш привабливим для скандинавів, що спричинило кілька плавань до його берегів (точні дати невідомі, проте плавання почалися незабаром після початку заселення Гренландії) і кілька спроб колонізації. Першовідкривачем нових земель (а також Північної Америки) вважається Лейф Ейріксон, який назвав нову землю Вінландом і заснував там перше поселення.
Достовірно невідомо, коли саме скандинави могли вперше зустрітися з аборигенами Нового світу. Перша задокументована зустріч з індіанцями сталася під час експедиції, очолюваної братом Лейфа Торвальдом. Зупинившись для лагодження корабля, вікінги вирішили розвідати місцевість і наткнулися на дев'ятьох аборигенів в шкіряних пірогах. З невідомої причини Торвальд наказав своїм людям атакувати скрелінгів. Восьмеро аборигенів було вбито, одному вдалося втекти. Наступної ночі корабель Торвальда був атакований натовпом скрелінгів, які прийшли помститися за вбитих товаришів. Вікінгам вдалося звернути їх до втечі, проте Торвальд був поранений стрілою і незабаром помер. Ймовірно, Торвальд Ейріксон був першим європейцем, котрий загинув на території Америки.
Інший мандрівник, Торфінн Карлсефні, зумів налагодити з тубільцями відносно мирні стосунки і навіть торгував з ними. Скрелінги приносили звірині шкури і міняли їх на молочні продукти і тканину (особливо їм подобалася тканина червоного кольору). Продавати скрелінгам зброю Торфінн строго заборонив, що зрештою призвело до збройного зіткнення: один з індіанців спробував вкрасти зброю і був убитий. Інша сутичка мала зовсім безглузду причину: індіанців, які прийшли для торгів, налякав бик, що вирвався з огорожі. Після цього епізоду поселенці вирішили, що незважаючи на все багатство нової землі, залишатися в ній небезпечно, і повернулися до Гренландії. Таким чином, поселення в Вінланді проіснувало лише кілька років.
Після експедиції Карлсефні нових спроб колонізації Вінланду (принаймні задокументованих) не робилося. За деякими даними, плавання в Північну Америку тривали ще кілька століть (зокрема, гренландці могли ходити туди за будівельним лісом), однак достовірних підтверджень тому немає.
У частини корінних ісландців була виявлена унікальна мітохондріальна гаплогруппа С1, характерна лише для аборигенів Америки і деяких народів Азії. Відкриття вказує, що серед предків цих людей була індіанська жінка, котра прибула в Ісландію на рубежі першого і другого тисячоліть нашої ери. Ця гаплогруппа — свідчення першого генетичного контакту між європейцями та корінними американцями.

## Скрелінги Гренландії
Скандинавські поселенці жили в Гренландії приблизно з IX ст. н. е. по XVI в. н. е. Згідно з археологічними даними, в цей проміжок часу північний захід острова заселили люди культури Туле. Також цілком можливо, що скандинави могли контактувати і з більш ранньою культурою Дорсет.
Під час прибуття до Гренландії перших поселенців в 980-х роках її єдиними мешканцями були люди згасаючої культури Дорсет — нащадки так званих палеоескімосів (які не мали генетичного зв'язку із сучасними ескімосами), дуже нечисленні. У сазі про похід Ейріка Рудого йдеться про руїни жител і залишки човнів, знайдених вікінгами в Гренландії. Скандинавські колоністи могли і безпосередньо зустрічатися з останніми дорсетцями: на користь цього свідчать кілька знахідок металевих норманських виробів в контексті культури Дорсет.
У XII в. н. е. в Гренландію прибули люди культури Туле — предки сучасних ескімосів, що влаштувалися в північно-західній частині острова і змінили культуру Дорсет. Письмові джерела того часу дають про контакти між Туле і колоністами досить скупі відомості. Зате ці контакти мають численні археологічні підтвердження — ймовірно, між двома народами відбувалась торгівля: ескімоси отримували металеві вироби і вовняну тканину, яку дуже цінували, і платили за них моржової кісткою, бивнями нарвала і песцевими шкурами. Залишається невідомим, за яких обставин і як часто гренландці торгували з ескімосами, намагалися оволодіти їхньою мовою і т. д.
Першу задокументовану згадку про зустріч зі скрелінгами можна знайти в «Історії Норвегії»: мисливці, що попрямували на північ острова, зіткнулися з якимись людьми низького зросту, які не знали заліза та були озброєні стрілами з кістяними наконечниками і кам'яними ножами. Ця подія датована кінцем XI століття — хоча точність цього датування спірна: адже «Історія Норвегії» була написана через кілька століть після описаних подій.
Наступна згадка про скрелінгів датована 1342 роком: в «Описі Гренландії» сумно констатується, що Західне поселення було захоплено скрелінгами, жителі його зникли, а худоба розбіглася і здичавіла. Єпископ Гіслі Оддсон припустив, що жителі поселення могли зректися християнської віри і примкнути до тубільців. Також описується сутичка між норманами і скрелінгами біля Східного поселення, датована 1379 роком. Ескімоси вбили 18 осіб і забрали двох хлопчиків.
У ескімоському фольклорі збереглися деякі згадки про контакти з норманськими колоністами («кавдлунаїт»). Як і в скандинавських джерелах, взаємини між двома народами описуються як неприязні або відкрито ворожі. В одній з легенд, проте, описується мирне співіснування інуїтів і кавдлунаїтів; згадується, що і ті, і інші володіли мовою сусідів.
Контакти між скандинавами і ескімосами закінчилися з занепадом гренландських колоній, викликаним так званим «Малим льодовиковим періодом». Погіршення клімату, падіння попиту на моржеву кістку і епідемія чуми в Європі порушили торговельні зв'язки Гренландії з материком, життєво необхідні поселенцям. Культура Туле, більш пристосована до арктичного клімату, успішно пережила похолодання. Доля колоністів невідома: вони могли бути винищені ескімосами, могли покинути Гренландію або просто вимерти. Через два століття експедиція місіонера Ганса Еґеде (1721 р.) спробувала знайти на острові нащадків скандинавів, однак виявила лише ескімосів. Вивчаючи мову калааллісут, Егеде встановив, що деякі її слова можуть мати скандинавське походження.
У бортжурналах різних мореплавців XIX і початку XX століть згадуються зустрічі зі світловолосими ескімосами (причому не тільки в Гренландії). Іноді йдеться про окремих осіб, що виділялися серед темноволосих одноплемінників; іноді — навіть про цілі племена ескімосів-блондинів. За однією з версій, це могли бути нащадки норманських колоністів. Втім, за сучасними даними, блондини серед корінних жителів Арктики відсутні, а генетичні дослідження не виявили у ескімосів скандинавських гаплогрупп.